# Niederstüter
Niederstüter ist ein Ortsteil sowohl der Stadt Hattingen als auch der Stadt Sprockhövel im Ennepe-Ruhr-Kreis in Nordrhein-Westfalen. Beide Ortsteile bildeten bis 1926 eine Gemeinde und gehörten von 1926 bis 1970 zur Gemeinde Bredenscheid-Stüter.

## Geographie
Der Hattinger Teil von Niederstüter grenzt im Norden an den Hattinger Ortsteil Bredenscheid, im Osten an Sprockhövel, im Süden an Oberstüter und im Westen an Niederelfringhausen. Die verstreute Besiedlung des Ortsteils erstreckt sich hauptsächlich beiderseits der Paasstraße, des Wodantals, der Elfringhauser Straße und der Straße Am Stuten. Niederstüter gehört in Hattingen zum amtlichen Stadtteil Bredenscheid-Stüter und bildet dort eine eigene Gemarkung.
Der Sprockhöveler Teil von Niederstüter liegt im äußersten Nordwesten des Sprockhöveler Stadtgebiets. Beiderseits des Gedulderwegs besteht dort ein verdichtetes Siedlungsgebiet. Niederstüter bildet in Sprockhövel einen eigenen amtlichen Stadtteil.

## Geschichte
Niederstüter war ursprünglich eine alte westfälische Bauerschaft im Amt Blankenstein der Grafschaft Mark. Seit dem 19. Jahrhundert bildete Niederstüter eine Landgemeinde im Amt Hattingen des Kreises Bochum im westfälischen Regierungsbezirk Arnsberg. Seit 1885 gehörte das Amt Hattingen mit der Gemeinde Niederstüter zum Kreis Hattingen.
Am 1. April 1926 wurde Niederstüter mit der Gemeinde Bredenscheid zur neuen Gemeinde Bredenscheid-Stüter zusammengelegt. Diese gehörte zunächst dem Kreis Hattingen an. Nach dessen Auflösung am 1. August 1928 kam Bredenscheid-Stüter in den neuen Ennepe-Ruhr-Kreis. Die Selbständigkeit dieser Gemeinde endete am 1. Januar 1970 mit der Eingemeindung ihres größten Teils in die Stadt Hattingen. Ein Teil von Niederstüter wurde in die Stadt Sprockhövel umgegliedert.

## Einwohnerentwicklung
| Jahr | Einwohner | Quelle |
| ---- | --------- | ------ |
| 1871 | 1180      | [ 5 ]  |
| 1885 | 1193      | [ 6 ]  |
| 1895 | 1296      | [ 7 ]  |
| 1910 | 1650      | [ 8 ]  |